# Анна Свендсен
Анна Свендсен (25 березня 1990 , Тромсе, Трумс ) — норвезька лижниця, що виступає за лижний клуб Тромсе. У кубку світу дебютувала в березні 2012 року.

## Результати за кар'єру
Усі результати наведено за даними Міжнародної федерації лижного спорту.

### Чемпіонати світу
| Рік  | Вік | 10 км індивідуальні пер. | 15 км скіатлон | 30 км мас-старт | Спринт | 4 × 5 км естафета | Командна першість спринт |
| ---- | --- | ------------------------ | -------------- | --------------- | ------ | ----------------- | ------------------------ |
| 2021 | 30  | —                        | —              | —               | 7      | —                 | —                        |

### Кубки світу

#### Підсумкові місця в Кубку світу за роками
| Сезон | Вік | Місце в дисципліні | Місце в дисципліні | Місце в дисципліні | Місце в Скі Тур | Місце в Скі Тур | Місце в Скі Тур | Місце в Скі Тур   | Місце в Скі Тур |
| Сезон | Вік | Загалом            | Дистанція          | Спринт             | Nordic Opening  | Тур де Скі      | Скі Тур 2020    | Фінал Кубка світу | Скі Тур Канада  |
| ----- | --- | ------------------ | ------------------ | ------------------ | --------------- | --------------- | --------------- | ----------------- | --------------- |
| 2012  | 21  | НК                 | —                  | НК                 | —               | —               | Н/Д             | —                 | Н/Д             |
| 2015  | 24  | НК                 | —                  | НК                 | —               | —               | Н/Д             | Н/Д               | Н/Д             |
| 2016  | 25  | НК                 | НК                 | НК                 | —               | —               | Н/Д             | Н/Д               | —               |
| 2017  | 26  | 42                 | 36                 | 32                 | 24              | —               | Н/Д             | —                 | Н/Д             |
| 2018  | 27  | 72                 | НК                 | 44                 | 51              | —               | Н/Д             | —                 | Н/Д             |
| 2019  | 28  | 36                 | 48                 | 23                 | 41              | НФ              | Н/Д             | —                 | Н/Д             |
| 2020  | 29  | 36                 | 38                 | 21                 | 25              | —               | 40              | Н/Д               | Н/Д             |
| 2021  | 30  | 87                 | 74                 | 67                 | 40              | —               | Н/Д             | Н/Д               | Н/Д             |

#### П'єдестали в командних дисциплінах
- 1 п'єдестал – (1 КС)

| № | Сезон   | Дата          | Місце пров.                | Перегони                      | Рівень      | Місце | Тов. по команді |
| - | ------- | ------------- | -------------------------- | ----------------------------- | ----------- | ----- | --------------- |
| 1 | 2016–17 | 5 лютого 2017 | Пхьончхан (Південна Корея) | 6 × 1,4 км командний спринт В | Кубок світу | 2-ге  | Slind           |